# Derribo del C-130 en Kham Duc en 1968
El 12 de mayo de 1968, durante la Batalla de Kham Duc, un Lockheed C-130B-LM Hercules de la Fuerza Aérea de los Estados Unidos fue derribado por fuerzas de Vietnam del Norte, matando a 183 civiles vietnamitas, un oficial de las Fuerzas Especiales de los Estados Unidos, y a la totalidad de su tripulación, cinco integrantes de la Fuerza Aérea de los Estados Unidos. En ese momento, se convirtió en el accidente aéreo más mortal de la historia, y es hasta la fecha la mayor tragedia aérea ocurrida en suelo vietnamita.Continuó siendo el accidente más mortal que involucró a un avión militar estadounidense hasta el vuelo 1285 de Arrow Air, en 1985.
El avión, comandado por el Mayor Bernard L. Bucher, estaba participando en la evacuación de civiles de Vietnam del Sur del campamento de Kham Duc. El C-130 se acercó a la pista de aterrizaje de Kham Duc desde el sur, y logró aterrizar a pesar de recibir impactos de armas pequeñas enemigas, provenientes de las fuerzas norvietnamitas. Tan pronto como aterrizó, 183 survietnamitas corrieron para subir al avión. Una vez que el avión estuvo lleno, el Mayor Bucher procedió a despegar en dirección norte, sin saber que los norvietnamitas estaban concentrados en esa área. Según informes de testigos presenciales, la aeronave, bajo un intenso fuego enemigo de 12,7mm y ametralladoras pesadas de 14,5 mm, se sacudió violentamente fuera de control, se estrelló contra un barranco cercano a menos de una milla (1,6 km) del final de la pista de aterrizaje y se incendió, matando a todos los evacuados y los seis tripulantes de la aeronave.
Fue el desastre aéreo más grave de 1968.